# اچ‌ام‌اس اکلیپس (۱۸۹۴)
اچ‌ام‌اس اکلیپس (۱۸۹۴) (به انگلیسی: HMS Eclipse (1894)) یک کشتی بود که طول آن ۳۵۰ فوت (۱۰۶٫۷ متر) بود. این کشتی در سال ۱۸۹۴ ساخته شد و در سال 1897 تکمیل شد.